# Raul Chadžimba
Raul Chadžimba (plným jménem Raul Džumka-ipa Chadžimba, abchazsky Рауль Џьумка-иԥа Ҳаџьымба; *21. března 1958, Tkvarčeli) byl od roku 2014 do roku 2020 prezident Abcházie. Od roku 2010 byl též předseda strany Fórum pro Jednotnou Abcházii.
Chadžimba před tím působil i na jiných postech v abchazské vládě: od roku 2002 do roku 2003 byl ministrem obrany, v letech 2003 až 2004 premiérem a mezi lety 2005 a 2009 viceprezidentem. V prezidentských volbách uspěl až na čtvrtý pokus, jeho kandidatury v letech 2004, 2009 a 2011 skončily neúspěšně.

## Prezident Abcházie
Chadžimba byl slavnostně inaugurován 25. září 2014 a dva měsíce poté podepsal s ruským prezidentem Vladimirem Putinem kontroverzní dohodu, kterou Abcházie a Rusko prohloubily vzájemnou spolupráci. Mimo jiné abchazská armáda se od té doby podřídila přímému velení ruské armády a Abcházie se zavázala sladit své obchodní zákony s Eurasijským ekonomickým svazem. Západní země a Gruzie tuto dohodu odsoudily, zatímco Chadžimba si ji pochvaloval jako záruku stability a bezpečnosti pro svůj lid, a také otevření možností ekonomického a společenského rozvoje.
Jako úřadující prezident se ve volbách v srpnu 2019 ucházel o druhý mandát. Zvolen byl 8. září ve druhém kole, které vyhrál velmi těsným rozdílem. Chadžimba byl do svého druhého funkčního období inaugurován dne 9. října 2019.
V zájmu „uchování stability země“ 12. ledna 2020 rezignoval s okamžitou platností na prezidentskou funkci v reakci na protesty v zemi a po výzvě abchazského lidového shromáždění. Lidové shromáždění následujícího dne Chadžimbovu rezignaci přijalo a pověřilo výkonem prezidentských pravomoci premiéra Valerije Bganbu, jenž už podruhé ve své politické kariéře působí v roli dočasně úřadujícího prezidenta.